# Gesina ter Borch
Gesina ter Borch (Deventer, 15 de novembre de 1633 – Zwolle, 16 d'abril de 1690) fou una escriptora i pintora neerlandesa del Segle d'or neerlandès, i el seu treball va consistir, en la seva major part, en àlbums de pintures d'aquarel·la. La temàtica de les seves obres va ser la captura de les observacions de la vida familiar i els esdeveniments coetanis. Les seves imatges, de colors vius, mostren les formes de vida, la indumentària i els costums de la burgesia benestant, i així de vegades representen viatges a cavall o en carruatge, passejades amb trineu sobre el gel o a la llum de la lluna. El seu treball és senzill però apassionat.

## Biografia
Gesina ter Borch va néixer al novembre de 1633 a Deventer, a les Províncies Unides dels Països Baixos. Era la filla de Gerard ter Borch el Vell i la germanastra de Gerard ter Borch, que li va ensenyar dibuix i pintura. Després de la pèrdua del seu germà petit, Moisés, en la Segona Guerra anglesa, el treball de Gesina va transmetre la seva profunda tristesa.Va residir tota la seva vida a Zwolle, on va morir el 16 d'abril de 1690.

## Treballs

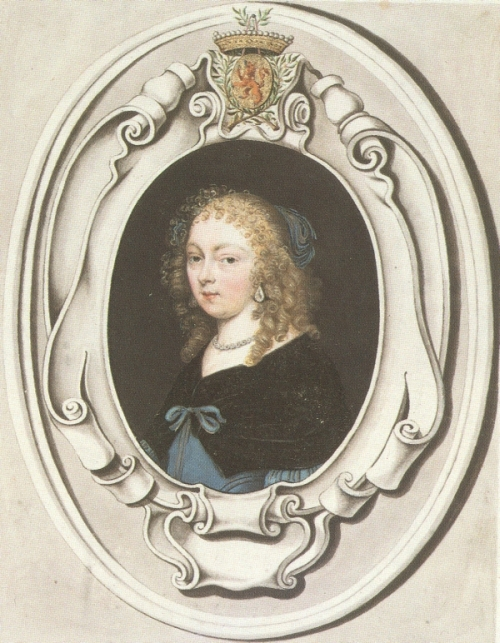
Autoretrat
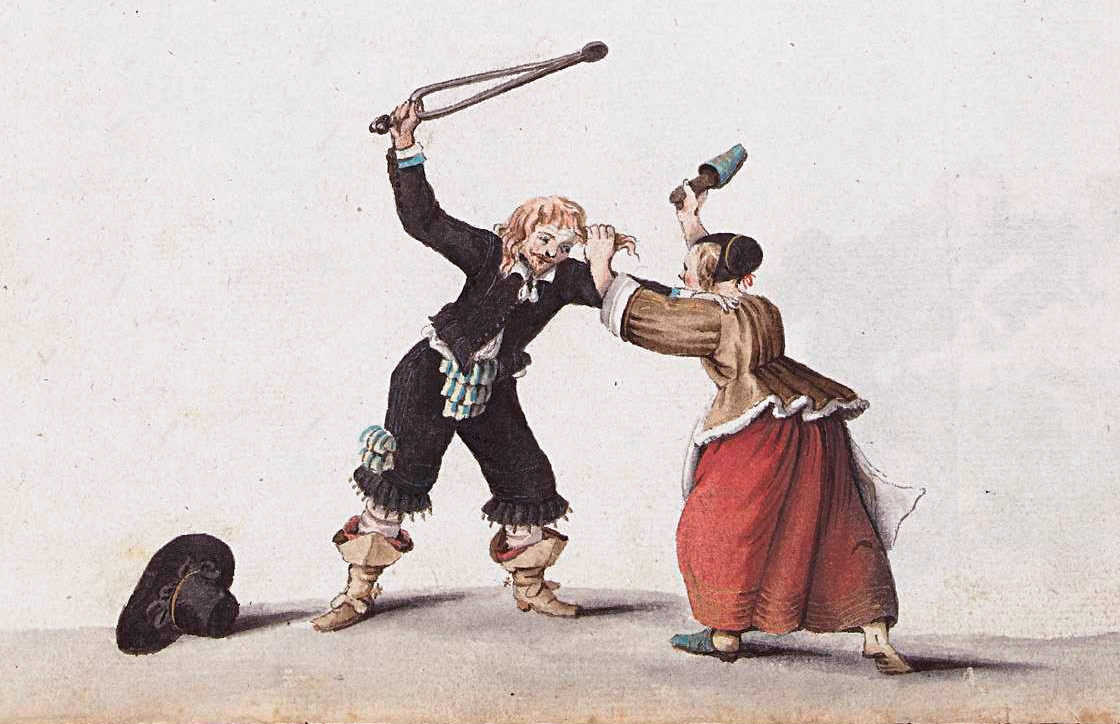
Lluita domèstica
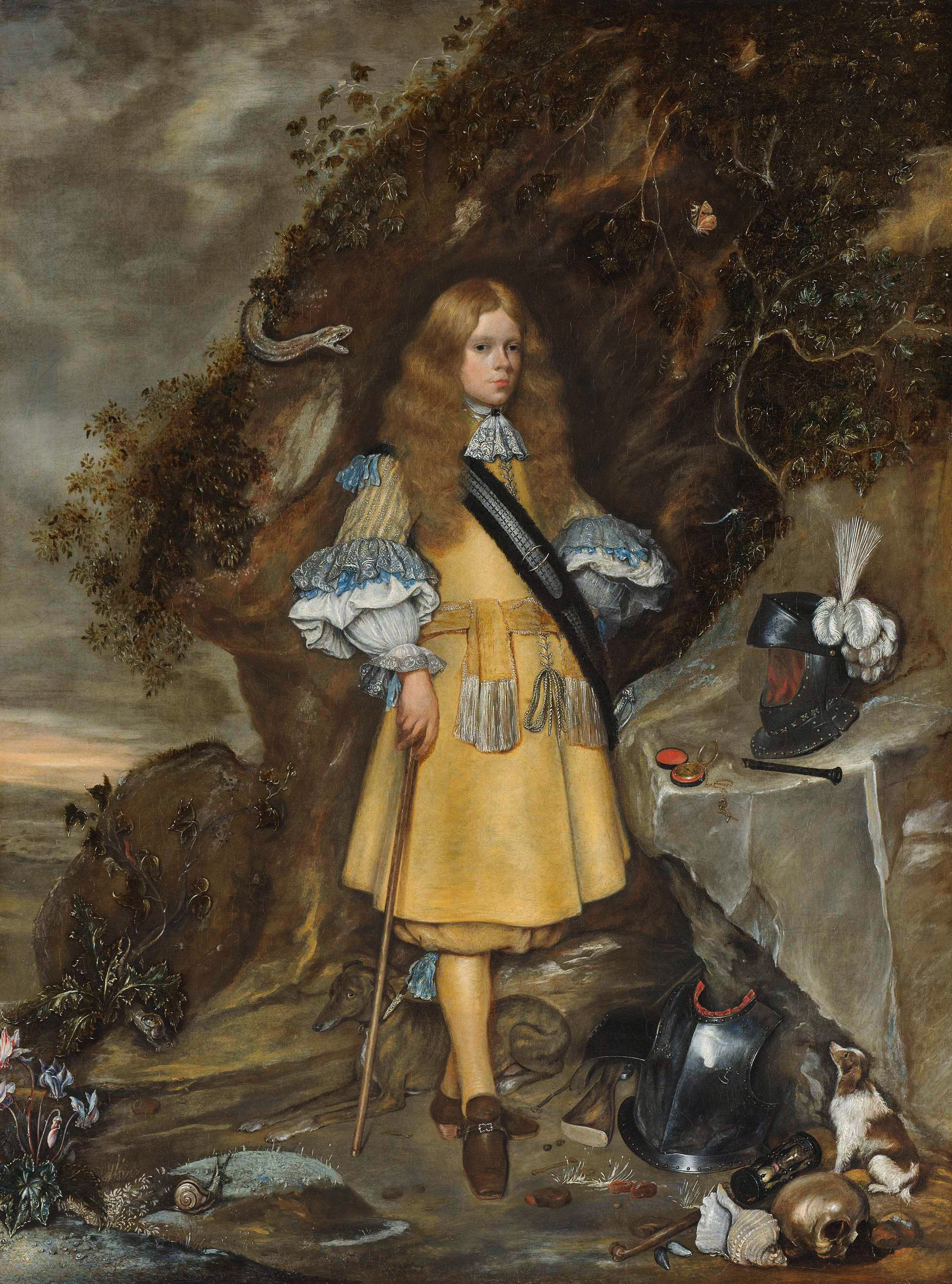
Retrat pòstum del seu germà menor Moisés, pintat per Gesina amb ajuda del seu germanastre, Gerard, ca. 1667-1669.